# Jøden og arieren
Jøden og arieren er en dansk dokumentarfilm fra 1997 med instruktion og manuskript af Siri Aronson og Morten Brask efter en bog af dem selv.

## Handling
Filmen dokumenterer, hvordan nazisterne brugte film som propaganda til at overbevise den tyske befolkning om, at arierne var et overlegent herrefolk, mens jøderne var en livsfarlig fjende, der skulle fjernes fra Tyskland. Filmen går bag kulisserne på Leni Riefenstahls Olympia (1938) og Viljens Triumf (1935), der viser Adolf Hitler som den guddommelige fører. Og der vises klip fra stærkt antisemitiske film, der fremstiller jøden som et pengegrisk, liderligt og snyltende væsen. Film som Jøden Süss og Den evige jøde var medvirkende til, at mange tyskere passivt så til, da jøderne blev sendt til koncentrationslejrene.